# Buttress Peak, Östantarktis (nord)
Buttress Peak är en bergstopp i Antarktis. Den ligger i Östantarktis. Nya Zeeland gör anspråk på området. Toppen på Buttress Peak är 3 048 meter över havet.
Terrängen runt Buttress Peak är kuperad norrut, men söderut är den platt. Buttress Peak är den högsta punkten i trakten. Trakten är obefolkad. Det finns inga samhällen i närheten.